# The Phenix City Story
Pour plus de détails, voir Fiche technique et Distribution.
The Phenix City Story est un film noir américain, en noir et blanc, réalisé par Phil Karlson et sorti en 1955, à propos d'une histoire vraie.

## Synopsis
Phenix City, une ville d'Alabama, est gangrenée par la corruption depuis plusieurs générations, soutenue par une mafia locale qui tire ses revenus de la prostitution et de l'organisation de jeux d’argent truqués. Rentré de la Seconde Guerre mondiale, le juge John Patterson s'y installe et veut mettre fin à cette impunité. Un de ses espoirs réside dans la candidature de son propre père, Albert, au poste de procureur général de la région aux prochaines élections. Face à cette menace, les criminels répondent par une escalade de violence, dirigée contre John, son père et tous ceux qui les soutiennent.

## Fiche technique
- Titre : The Phenix City Story
- Titre original : The Phenix City Story
- Réalisation : Phil Karlson
- Scénario : Daniel Mainwaring, Crane Wilbur
- Musique : Harry Sukman, Henryk Wars
- Directeur de la photographie : Harry Neumann
- Montage : George White
- Direction artistique : Stanley Fleischer
- Directeur de production : Herman E. Webber
- Costumes : Chuck Keehne, Ann Peck
- Maquillage : Mel Berns (en), Ann Kirk
- Production : Samuel Bischoff, David Diamond, Allied Artists Pictures
- Pays de production :  États-Unis
- Genre : Film dramatique, Film policier, Film noir, Film historique
- Durée : 100 minutes
- Dates de sortie :
  - États-Unis : 14 août 1955
  - Belgique : 6 avril 1956

## Distribution
- John McIntire : Albert Patterson
- Richard Kiley : John Malcolm Patterson
- Kathryn Grant : Ellie Rhodes
- Edward Andrews : Rhett Tanner
- James Edwards : Zeke Ward
- Lenka Peterson (en) : Mary Jo Patterson
- Biff McGuire : Fred Gage
- Truman Smith : Ed Gage
- Jean Carson : Cassie
- Kathy Marlowe : Mamie
- John Larch : Clem Wilson
- Allen Nourse : Jeb Bassett
- Helen Martin : Helen Ward
- Otto Hulett : Hugh Bentley
- George Mitchell : Hugh Britton
- Ma Beachie : elle-même
- Meg Myles : le chanteur du bar

## Récompenses et distinctions

### Nominations
- Saturn Award 2011 :
  - Saturn Award de la meilleure collection DVD (au sein du coffret Film Noir Classic Collection, Volume 5)